# پولاک بیسواس
پولاک بیسواس (به انگلیسی: Pulak Biswas) (زاده ۱۹۴۱ - درگذشته ۲۹ اوت ۲۰۱۳)، از پیش‌گامان تصویرگری کتاب کودک در هند بود.

## زندگی
پولاک بیسواس پس از پایان آموزش در کالج دولتی کلکته، سال‌ها کار تبلیغاتی انجام می‌داد. پس از دریافت بورس آموزشی در زمینه گرافیک و تصویرسازی از سازمان یونسکو، برای مطالعات تکمیلی به لندن و آمستردام رفت.
بیسواس در ۲۹ اوت ۲۰۱۳ در دهلی نو درگذشت.

## کتاب‌ها
- ببر روی درخت
- داستان ِدوستان
- مادر مادر است
- فیل مهربان

## جایزه‌ها
- جایزه بی‌ینال تصویرسازی براتیسلاوا، برای کتاب ببر روی درخت، ۱۹۹۹